# Town of Mosman Park
Town of Mosman Park is een Local Government Area (LGA) in Australië in de staat West-Australië in de agglomeratie van Perth. Town of Mosman Park telde 9.169 inwoners in 2021. De hoofdplaats is Mosman Park.